# Bonded by Blood
Bonded by Blood är thrash metal-bandet Exodus debutalbum, utgivet 1985. Det är Exodus enda studioalbum med Paul Baloff på sång.

## Låtlista
| Nr           | Titel                    | Kompositör                  | Längd |
| ------------ | ------------------------ | --------------------------- | ----- |
| 1.           | Bonded by Blood          | Paul Baloff, Gary Holt      | 3:43  |
| 2.           | Exodus                   | Baloff, Holt                | 4:05  |
| 3.           | And Then There Were None | Holt, Tom Hunting           | 4:40  |
| 4.           | A Lesson in Violence     | Holt, Rick Hunolt           | 3:49  |
| 5.           | Metal Command            | Baloff, Holt, Mark Whitaker | 4:13  |
| 6.           | Piranha                  | Baloff, Holt                | 3:45  |
| 7.           | No Love                  | Baloff, Holt                | 5:08  |
| 8.           | Deliver Us to Evil       | Holt, Hunolt, Whitaker      | 7:07  |
| 9.           | Strike of the Beast      | Baloff, Holt                | 3:57  |
| Total längd: | Total längd:             | Total längd:                | 40:49 |

## Medverkande
- Paul Baloff – sång
- Gary Holt – elgitarr
- Rick Hunolt – elgitarr
- Rob McKillop – elbas
- Tom Hunting – trummor